# Puchar CEV siatkarek (1997/1998)
Puchar CEV siatkarek 1997/1998 – 18. sezon turnieju rozgrywanego od 1980 roku, organizowanego przez Europejską Konfederację Piłki Siatkowej (CEV) w ramach europejskich pucharów dla żeńskich klubowych zespołów siatkarskich "starego kontynentu".

## Drużyny uczestniczące
- Filathlitikos Saloniki
- OK Kaštela
- VDK Gent Dames
- SK Tirana
- Franken Brunnen Karbach
- Orbita Zaporoże
- Awtodor-Mietar Czelabińsk
- VK Senica
- RC Villebon 91
- KSV Wattwil
- Volco Ommen
- VCR Walfer
- Caja de Ávila
- SK UP Ołomuniec
- OK Poštar Belgrad
- Neman Grodno
- VC Kanti Schaffhausen
- CS Madeira
- VC Wolfurt
- OK Lukavac
- Rapid Metrotex Bukareszt
- Nadezhda Gomel
- GC Vilacondense
- FK Željezničar
- Asterix Kieldrecht
- Nim-Se Budapeszt
- Czerno More Warna
- Crvena zvezda Belgrad
- Dynamo-Dżinestra Odessa
- OK Osijek
- Hakiryatim Kiryat Haim
- Teuta Durrës
- Urałoczka NTMK Jekaterynburg
- VTC Pezinok
- Ionikos Ateny
- VC Mamer
- Arke/ Pollux Oldenzaal
- Castêlo da Maia GC
- Branik Maribor
- CV Albacete
- Cermagica Reggio Emilia
- Medinex Reggio Calabria
- Schweriner SC
- PTT Mulhouse
- Günes Sigorta Stambuł
- Emlakbanka Ankara

## Rozgrywki

### Faza grupowa

#### Grupa A
Tabela
| Lp. | Drużyna                | Pkt | Mecze | Mecze | Mecze | Sety | Sety | Sety  | Małe punkty | Małe punkty | Małe punkty |
| Lp. | Drużyna                | Pkt | M     | W     | P     | wyg. | prz. | ratio | zdob.       | str.        | ratio       |
| --- | ---------------------- | --- | ----- | ----- | ----- | ---- | ---- | ----- | ----------- | ----------- | ----------- |
| 1   | Filathlitikos Saloniki | 6   | 3     | 3     | 0     | 9    | 4    | 2.250 | 175         | 139         | 1.259       |
| 2   | OK Kaštela             | 5   | 3     | 2     | 1     | 8    | 5    | 1.600 | 174         | 150         | 1.160       |
| 3   | VDK Gent Dames         | 4   | 3     | 1     | 2     | 7    | 6    | 1.167 | 167         | 142         | 1.176       |
| 4   | SK Tirana              | 3   | 3     | 0     | 3     | 0    | 9    | 0.000 | 50          | 135         | 0.370       |

Wyniki
| Data       | Drużyna 1              | Wynik | Drużyna 2              | Sety                             |
| ---------- | ---------------------- | ----- | ---------------------- | -------------------------------- |
| 28.11.1997 | SK Tirana              | 0:3   | Filathlitikos Saloniki | 8:15, 6:15, 4:15                 |
| 28.11.1997 | VDK Gent Dames         | 2:3   | OK Kaštela             | 15:8, 13:15, 15:13, 13:15, 8:15  |
|            |                        |       |                        |                                  |
| 29.11.1997 | OK Kaštela             | 3:0   | SK Tirana              | 15:5, 15:6, 15:9                 |
| 29.11.1997 | Filathlitikos Saloniki | 3:2   | VDK Gent Dames         | 15:9, 8:15, 15:5, 10:15, 16:14   |
|            |                        |       |                        |                                  |
| 30.11.1997 | OK Kaštela             | 2:3   | Filathlitikos Saloniki | 12:15, 10:15, 15:8, 15:13, 11:15 |
| 30.11.1997 | VDK Gent Dames         | 3:0   | SK Tirana              | 15:5, 15:3, 15:4                 |

#### Grupa B
Tabela
| Lp. | Drużyna         | Pkt | Mecze | Mecze | Mecze | Sety | Sety | Sety  | Małe punkty | Małe punkty | Małe punkty |
| Lp. | Drużyna         | Pkt | M     | W     | P     | wyg. | prz. | ratio | zdob.       | str.        | ratio       |
| --- | --------------- | --- | ----- | ----- | ----- | ---- | ---- | ----- | ----------- | ----------- | ----------- |
| 1   | DJK Karbach     | 6   | 3     | 3     | 0     | 9    | 2    | 4.500 | 149         | 97          | 1.536       |
| 2   | Orbita Zaporoże | 5   | 3     | 2     | 1     | 7    | 4    | 1.750 | 139         | 114         | 1.219       |
| 3   | AM Czelabińsk   | 4   | 3     | 1     | 2     | 5    | 6    | 0.833 | 130         | 121         | 1.074       |
| 4   | VK Senica       | 3   | 3     | 0     | 3     | 0    | 9    | 0.000 | 49          | 135         | 0.363       |

Wyniki
| Data       | Drużyna 1       | Wynik | Drużyna 2       | Sety                       |
| ---------- | --------------- | ----- | --------------- | -------------------------- |
| 28.11.1997 | Orbita Zaporoże | 3:1   | AM Czelabińsk   | 10:15, 15:10, 15:13, 15:11 |
| 28.11.1997 | DJK Karbach     | 3:0   | VK Senica       | 15:6, 15:9, 15:7           |
|            |                 |       |                 |                            |
| 29.11.1997 | VK Senica       | 0:3   | AM Czelabińsk   | 5:15, 0:15, 11:15          |
| 29.11.1997 | DJK Karbach     | 3:1   | Orbita Zaporoże | 15:6, 9:15, 15:8, 15:10    |
|            |                 |       |                 |                            |
| 30.11.1997 | VK Senica       | 0:3   | Orbita Zaporoże | 4:15, 4:15, 3:15           |
| 30.11.1997 | AM Czelabińsk   | 1:3   | DJK Karbach     | 3:15, 10:15, 15:5, 8:15    |

#### Grupa C
Tabela
| Lp. | Drużyna        | Pkt | Mecze | Mecze | Mecze | Sety | Sety | Sety  | Małe punkty | Małe punkty | Małe punkty |
| Lp. | Drużyna        | Pkt | M     | W     | P     | wyg. | prz. | ratio | zdob.       | str.        | ratio       |
| --- | -------------- | --- | ----- | ----- | ----- | ---- | ---- | ----- | ----------- | ----------- | ----------- |
| 1   | RC Villebon 91 | 6   | 3     | 3     | 0     | 9    | 0    | MAX   | 135         | 55          | 2.455       |
| 2   | KSV Wattwil    | 5   | 3     | 2     | 1     | 6    | 4    | 1.500 | 131         | 95          | 1.379       |
| 3   | Volco Ommen    | 4   | 3     | 1     | 2     | 4    | 6    | 0.667 | 100         | 119         | 0.840       |
| 4   | VCR Walfer     | 3   | 3     | 0     | 3     | 0    | 9    | 0.000 | 38          | 135         | 0.281       |

Wyniki
| Data       | Drużyna 1      | Wynik | Drużyna 2      | Sety                     |
| ---------- | -------------- | ----- | -------------- | ------------------------ |
| 28.11.1997 | KSV Wattwil    | 0:3   | RC Villebon 91 | 9:15, 12:15, 8:15        |
| 28.11.1997 | Volco Ommen    | 3:0   | VCR Walfer     | 15:8, 15:6, 15:3         |
|            |                |       |                |                          |
| 29.11.1997 | RC Villebon 91 | 3:0   | VCR Walfer     | 15:3, 15:1, 15:4         |
| 29.11.1997 | KSV Wattwil    | 3:1   | Volco Ommen    | 12:15, 15:13, 15:6, 25:3 |
|            |                |       |                |                          |
| 30.11.1997 | VCR Walfer     | 0:3   | KSV Wattwil    | 6:15, 3:15, 4:15         |
| 30.11.1997 | Volco Ommen    | 0:3   | RC Villebon 91 | 2:15, 10:15, 6:15        |

#### Grupa D
Tabela
| Lp. | Drużyna           | Pkt | Mecze | Mecze | Mecze | Sety | Sety | Sety  | Małe punkty | Małe punkty | Małe punkty |
| Lp. | Drużyna           | Pkt | M     | W     | P     | wyg. | prz. | ratio | zdob.       | str.        | ratio       |
| --- | ----------------- | --- | ----- | ----- | ----- | ---- | ---- | ----- | ----------- | ----------- | ----------- |
| 1   | Caja de Ávila     | 6   | 3     | 3     | 0     | 9    | 0    | MAX   | 136         | 59          | 2.305       |
| 2   | SK UP Ołomuniec   | 5   | 3     | 2     | 1     | 6    | 4    | 1.500 | 112         | 108         | 1.037       |
| 3   | OK Poštar Belgrad | 4   | 3     | 1     | 2     | 3    | 7    | 0.429 | 107         | 122         | 0.877       |
| 4   | Neman Grodno      | 3   | 3     | 0     | 3     | 2    | 9    | 0.222 | 88          | 154         | 0.571       |

Wyniki
| Data       | Drużyna 1         | Wynik | Drużyna 2         | Sety                    |
| ---------- | ----------------- | ----- | ----------------- | ----------------------- |
| 28.11.1997 | SK UP Ołomuniec   | 3:0   | OK Poštar Belgrad | 15:6, 15:12, 15:12      |
| 28.11.1997 | Neman Grodno      | 0:3   | Caja de Ávila     | 14:16, 6:15, 3:15       |
|            |                   |       |                   |                         |
| 29.11.1997 | Caja de Ávila     | 3:0   | SK UP Ołomuniec   | 15:8, 15:5, 15:3        |
| 29.11.1997 | OK Poštar Belgrad | 3:1   | Neman Grodno      | 15:1, 15:7, 12:15, 15:9 |
|            |                   |       |                   |                         |
| 30.11.1997 | Caja de Ávila     | 3:0   | OK Poštar Belgrad | 15:12, 15:4, 15:4       |
| 30.11.1997 | SK UP Ołomuniec   | 3:1   | Neman Grodno      | 15:7, 15:8, 6:15, 15:3  |

#### Grupa E
Tabela
| Lp. | Drużyna               | Pkt | Mecze | Mecze | Mecze | Sety | Sety | Sety  | Małe punkty | Małe punkty | Małe punkty |
| Lp. | Drużyna               | Pkt | M     | W     | P     | wyg. | prz. | ratio | zdob.       | str.        | ratio       |
| --- | --------------------- | --- | ----- | ----- | ----- | ---- | ---- | ----- | ----------- | ----------- | ----------- |
| 1   | VC Kanti Schaffhausen | 6   | 3     | 3     | 0     | 9    | 0    | MAX   | 136         | 70          | 1.943       |
| 2   | CS Madeira            | 5   | 3     | 2     | 1     | 6    | 3    | 2.000 | 115         | 95          | 1.211       |
| 3   | VC Wolfurt            | 4   | 3     | 1     | 2     | 3    | 6    | 0.500 | 105         | 105         | 1.000       |
| 4   | OK Lukavac            | 3   | 3     | 0     | 3     | 0    | 9    | 0.000 | 49          | 135         | 0.363       |

Wyniki
| Data       | Drużyna 1             | Wynik | Drużyna 2             | Sety                |
| ---------- | --------------------- | ----- | --------------------- | ------------------- |
| 28.11.1997 | VC Kanti Schaffhausen | 3:0   | CS Madeira            | 15:8, 15:3, 16:14   |
| 28.11.1997 | OK Lukavac            | 0:3   | VC Wolfurt            | 2:15, 6:15, 7:15    |
|            |                       |       |                       |                     |
| 29.11.1997 | VC Wolfurt            | 0:3   | VC Kanti Schaffhausen | 10:15, 10:15, 10:15 |
| 29.11.1997 | OK Lukavac            | 0:3   | CS Madeira            | 7:15, 1:15, 11:15   |
|            |                       |       |                       |                     |
| 30.11.1997 | CS Madeira            | 3:0   | VC Wolfurt            | 15:13, 15:4, 15:13  |
| 30.11.1997 | VC Kanti Schaffhausen | 3:0   | OK Lukavac            | 15:2, 15:3, 15:10   |

#### Grupa F
Tabela
| Lp. | Drużyna         | Pkt | Mecze | Mecze | Mecze | Sety | Sety | Sety  | Małe punkty | Małe punkty | Małe punkty |
| Lp. | Drużyna         | Pkt | M     | W     | P     | wyg. | prz. | ratio | zdob.       | str.        | ratio       |
| --- | --------------- | --- | ----- | ----- | ----- | ---- | ---- | ----- | ----------- | ----------- | ----------- |
| 1   | Rapid Bukareszt | 6   | 3     | 3     | 0     | 9    | 0    | MAX   | 135         | 40          | 3.375       |
| 2   | Nadezhda Gomel  | 5   | 3     | 2     | 1     | 6    | 3    | 2.000 | 105         | 91          | 1.154       |
| 3   | GC Vilacondense | 4   | 3     | 1     | 2     | 3    | 7    | 0.429 | 107         | 121         | 0.884       |
| 4   | FK Željezničar  | 3   | 3     | 0     | 3     | 1    | 9    | 0.111 | 51          | 146         | 0.349       |

Wyniki
| Data       | Drużyna 1       | Wynik | Drużyna 2       | Sety                    |
| ---------- | --------------- | ----- | --------------- | ----------------------- |
| 28.11.1997 | GC Vilacondense | 0:3   | Rapid Bukareszt | 2:15, 10:15, 7:15       |
| 28.11.1997 | Nadezhda Gomel  | 3:0   | FK Željezničar  | 15:3, 15:8, 15:3        |
|            |                 |       |                 |                         |
| 29.11.1997 | FK Željezničar  | 0:3   | Rapid Bukareszt | 3:15, 0:15, 5:15        |
| 29.11.1997 | Nadezhda Gomel  | 3:0   | GC Vilacondense | 15:9, 17:16, 15:7       |
|            |                 |       |                 |                         |
| 30.11.1997 | GC Vilacondense | 3:1   | FK Željezničar  | 11:15, 15:2, 15:7, 15:5 |
| 30.11.1997 | Rapid Bukareszt | 3:0   | Nadezhda Gomel  | 15:5, 15:5, 15:3        |

#### Grupa G
Tabela
| Lp. | Drużyna               | Pkt | Mecze | Mecze | Mecze | Sety | Sety | Sety  | Małe punkty | Małe punkty | Małe punkty |
| Lp. | Drużyna               | Pkt | M     | W     | P     | wyg. | prz. | ratio | zdob.       | str.        | ratio       |
| --- | --------------------- | --- | ----- | ----- | ----- | ---- | ---- | ----- | ----------- | ----------- | ----------- |
| 1   | Asteríx Kieldrecht    | 6   | 3     | 3     | 0     | 9    | 1    | 9.000 | 150         | 102         | 1.471       |
| 2   | Nim-Se Budapeszt      | 5   | 3     | 2     | 1     | 6    | 3    | 2.000 | 121         | 106         | 1.142       |
| 3   | Czerno More Warna     | 4   | 3     | 1     | 2     | 4    | 6    | 0.667 | 120         | 139         | 0.863       |
| 4   | Crvena zvezda Belgrad | 3   | 3     | 0     | 3     | 0    | 9    | 0.000 | 93          | 137         | 0.679       |

Wyniki
| Data       | Drużyna 1             | Wynik | Drużyna 2             | Sety                     |
| ---------- | --------------------- | ----- | --------------------- | ------------------------ |
| 28.11.1997 | Asteríx Kieldrecht    | 3:0   | Nim-Se Budapeszt      | 15:11, 15:8, 15:12       |
| 28.11.1997 | Czerno More Warna     | 3:0   | Crvena zvezda Belgrad | 15:7, 17:15, 15:12       |
|            |                       |       |                       |                          |
| 29.11.1997 | Crvena zvezda Belgrad | 0:3   | Nim-Se Budapeszt      | 9:15, 11:15, 13:15       |
| 29.11.1997 | Czerno More Warna     | 1:3   | Asteríx Kieldrecht    | 8:15, 16:14, 14:16, 7:15 |
|            |                       |       |                       |                          |
| 30.11.1997 | Asteríx Kieldrecht    | 3:0   | Crvena zvezda Belgrad | 15:9, 15:8, 15:9         |
| 30.11.1997 | Nim-Se Budapeszt      | 3:0   | Czerno More Warna     | 15:13, 15:9, 15:6        |

#### Grupa H
Tabela
| Lp. | Drużyna                 | Pkt | Mecze | Mecze | Mecze | Sety | Sety | Sety  | Małe punkty | Małe punkty | Małe punkty |
| Lp. | Drużyna                 | Pkt | M     | W     | P     | wyg. | prz. | ratio | zdob.       | str.        | ratio       |
| --- | ----------------------- | --- | ----- | ----- | ----- | ---- | ---- | ----- | ----------- | ----------- | ----------- |
| 1   | Dynamo-Dżinestra Odessa | 6   | 3     | 3     | 0     | 9    | 1    | 9.000 | 150         | 68          | 2.206       |
| 2   | OK Osijek               | 5   | 3     | 2     | 1     | 7    | 3    | 2.333 | 129         | 97          | 1.330       |
| 3   | Hakiryatim Kiryat Haim  | 4   | 3     | 1     | 2     | 3    | 7    | 0.429 | 83          | 121         | 0.686       |
| 4   | Teuta Durrës            | 3   | 3     | 0     | 3     | 1    | 9    | 0.111 | 66          | 142         | 0.465       |

Wyniki
| Data       | Drużyna 1               | Wynik | Drużyna 2               | Sety                    |
| ---------- | ----------------------- | ----- | ----------------------- | ----------------------- |
| 28.11.1997 | OK Osijek               | 3:0   | Teuta Durrës            | 15:3, 15:2, 15:11       |
| 28.11.1997 | Hakiryatim Kiryat Haim  | 0:3   | Dynamo-Dżinestra Odessa | 3:15, 3:15, 4:15        |
|            |                         |       |                         |                         |
| 29.11.1997 | OK Osijek               | 3:0   | Hakiryatim Kiryat Haim  | 15:6, 15:12, 15:3       |
| 29.11.1997 | Teuta Durrës            | 0:3   | Dynamo-Dżinestra Odessa | 5:15, 9:15, 5:15        |
|            |                         |       |                         |                         |
| 30.11.1997 | Hakiryatim Kiryat Haim  | 3:1   | Teuta Durrës            | 15:7, 7:15, 15:2, 15:7  |
| 30.11.1997 | Dynamo-Dżinestra Odessa | 3:1   | OK Osijek               | 15:6, 15:7, 15:17, 15:9 |

#### Grupa I
Tabela
| Lp. | Drużyna                      | Pkt | Mecze | Mecze | Mecze | Sety | Sety | Sety  | Małe punkty | Małe punkty | Małe punkty |
| Lp. | Drużyna                      | Pkt | M     | W     | P     | wyg. | prz. | ratio | zdob.       | str.        | ratio       |
| --- | ---------------------------- | --- | ----- | ----- | ----- | ---- | ---- | ----- | ----------- | ----------- | ----------- |
| 1   | Urałoczka NTMK Jekaterynburg | 6   | 3     | 3     | 0     | 9    | 0    | MAX   | 135         | 47          | 2.872       |
| 2   | VTC Pezinok                  | 5   | 3     | 2     | 1     | 6    | 4    | 1.500 | 118         | 101         | 1.168       |
| 3   | Ionikos Ateny                | 4   | 3     | 1     | 2     | 4    | 6    | 0.667 | 112         | 105         | 1.067       |
| 4   | VC Mamer                     | 3   | 3     | 0     | 3     | 0    | 9    | 0.000 | 23          | 135         | 0.170       |

Wyniki
| Data       | Drużyna 1                    | Wynik | Drużyna 2                    | Sety                      |
| ---------- | ---------------------------- | ----- | ---------------------------- | ------------------------- |
| 28.11.1997 | Urałoczka NTMK Jekaterynburg | 3:0   | Ionikos Ateny                | 15:9, 15:10, 15:2         |
| 28.11.1997 | VC Mamer                     | 0:3   | VTC Pezinok                  | 7:15, 1:15, 2:15          |
|            |                              |       |                              |                           |
| 29.11.1997 | VC Mamer                     | 0:3   | Urałoczka NTMK Jekaterynburg | 3:15, 2:15, 8:15          |
| 29.11.1997 | VTC Pezinok                  | 3:1   | Ionikos Ateny                | 13:15, 15:3, 15:13, 17:15 |
|            |                              |       |                              |                           |
| 30.11.1997 | Ionikos Ateny                | 3:0   | VC Mamer                     | 15:0, 15:0, 15:0          |
| 30.11.1997 | Urałoczka NTMK Jekaterynburg | 3:0   | VTC Pezinok                  | 15:0, 15:11, 15:2         |

#### Grupa J
Tabela
| Lp. | Drużyna                | Pkt | Mecze | Mecze | Mecze | Sety | Sety | Sety  | Małe punkty | Małe punkty | Małe punkty |
| Lp. | Drużyna                | Pkt | M     | W     | P     | wyg. | prz. | ratio | zdob.       | str.        | ratio       |
| --- | ---------------------- | --- | ----- | ----- | ----- | ---- | ---- | ----- | ----------- | ----------- | ----------- |
| 1   | Arke/ Pollux Oldenzaal | 6   | 3     | 3     | 0     | 9    | 3    | 3.000 | 174         | 124         | 1.403       |
| 2   | Castêlo da Maia GC     | 5   | 3     | 2     | 1     | 6    | 4    | 1.500 | 124         | 130         | 0.954       |
| 3   | Branik Maribor         | 4   | 3     | 1     | 2     | 6    | 6    | 1.000 | 161         | 151         | 1.066       |
| 4   | CV Albacete            | 3   | 3     | 0     | 3     | 1    | 9    | 0.111 | 98          | 152         | 0.645       |

Wyniki
| Data       | Drużyna 1              | Wynik | Drużyna 2              | Sety                           |
| ---------- | ---------------------- | ----- | ---------------------- | ------------------------------ |
| 28.11.1997 | Branik Maribor         | 3:0   | CV Albacete            | 16:14, 15:9, 15:7              |
| 28.11.1997 | Castêlo da Maia GC     | 0:3   | Arke/ Pollux Oldenzaal | 4:15, 13:15, 9:15              |
|            |                        |       |                        |                                |
| 29.11.1997 | Branik Maribor         | 1:3   | Castêlo da Maia GC     | 12:15, 14:16, 15:6, 13:15      |
| 29.11.1997 | CV Albacete            | 1:3   | Arke/ Pollux Oldenzaal | 12:15, 17:15, 3:15, 5:15       |
|            |                        |       |                        |                                |
| 30.11.1997 | Arke/ Pollux Oldenzaal | 3:2   | Branik Maribor         | 15:7, 15:9, 14:16, 9:15, 16:14 |
| 30.11.1997 | Castêlo da Maia GC     | 3:0   | CV Albacete            | 16:14, 15:8, 15:9              |

### 1/8 finału
| Data       | Drużyna 1                    | Wynik | Drużyna 2                | Sety                           |
| ---------- | ---------------------------- | ----- | ------------------------ | ------------------------------ |
| 14.01.1998 | Cermagica Reggio Emilia      | 3:0   | Caja de Avila            | 15:5, 15:3, 15:7               |
| 21.01.1998 | Cermagica Reggio Emilia      | 3:0   | Caja de Avila            | 15:9, 15:1, 15:11              |
| 13.01.1998 | Arke/Pollux Oldenzaal        | 3:0   | Rapid Metrotex Bukareszt | 15:12, 15:8, 16:14             |
| 22.01.1998 | Arke/Pollux Oldenzaal        | 1:3   | Rapid Metrotex Bukareszt | 9:15, 15:10, 2:15, 6:15        |
| 14.01.1998 | Medinex Reggio Calabria      | 3:0   | Asterix Kieldrecht       | 16:14, 15:11, 17:16            |
| 21.01.1998 | Medinex Reggio Calabria      | 3:1   | Asterix Kieldrecht       | 15:6, 14:16, 15:12, 15:13      |
| 14.01.1998 | RC Villebon                  | 3:0   | Schweriner SC            | 17:16, 15:7, 15:7              |
| 21.01.1998 | RC Villebon                  | 2:3   | Schweriner SC            | 14:16, 15:9, 4:15, 15:3, 13:15 |
| 14.01.1998 | Filathlitikos Saloniki       | 0:3   | PTT Mulhouse             | 9:15, 11:15, 12:15             |
| 21.01.1998 | Filathlitikos Saloniki       | 0:3   | PTT Mulhouse             | 10:15, 7:15, 7:15              |
| 17.01.1998 | Urałoczka NTMK Jekaterynburg | 3:0   | Kanti Schaffhausen       | 17:16, 15:11, 15:5             |
| 18.01.1998 | Urałoczka NTMK Jekaterynburg | 3:1   | Kanti Schaffhausen       | 15:8, 15:6, 12:15, 15:12       |
| 14.01.1998 | Günes Sigorta Stambuł        | 3:1   | Franken Brunnen Karbach  | 15:5, 15:4, 12:15, 15:8        |
| 21.01.1998 | Günes Sigorta Stambuł        | 1:3   | Franken Brunnen Karbach  | 15:6, 11:15, 14:16, 13:15      |
| 14.01.1998 | Dynamo-Dżinestra Odessa      | 3:1   | Emlakbanka Ankara        | 15:11, 15:9, 5:15, 15:6        |
| 21.01.1998 | Dynamo-Dżinestra Odessa      | 3:1   | Emlakbanka Ankara        | 8:15, 16:14, 15:13, 17:15      |

### 1/4 finału
| Data       | Drużyna 1                    | Wynik | Drużyna 2               | Sety                           |
| ---------- | ---------------------------- | ----- | ----------------------- | ------------------------------ |
| 11.02.1998 | Cermagica Reggio Emilia      | 3:0   | Arke/Pollux Oldenzaal   | 15:3, 15:3, 15:4               |
| 18.02.1998 | Cermagica Reggio Emilia      | 3:2   | Arke/Pollux Oldenzaal   | 5:15, 15:8, 15:12, 10:15, 15:4 |
| 11.02.1998 | Medinex Reggio Calabria      | 3:0   | RC Villebon             | 15:4, 15:5, 15:9               |
| 18.02.1998 | Medinex Reggio Calabria      | 2:3   | RC Villebon             | 15:12, 15:9, 13:15, 7:15, 5:15 |
| 14.02.1998 | Urałoczka NTMK Jekaterynburg | 3:1   | PTT Mulhouse            | 15:17, 15:9, 15:5, 16:14       |
| 15.02.1998 | Urałoczka NTMK Jekaterynburg | 0:3   | PTT Mulhouse            | 3:15, 13:15, 16:17             |
| 11.02.1998 | Günes Sigorta Stambuł        | 3:0   | Dynamo-Dżinestra Odessa | 15:7, 15:0, 15:5               |
| 18.02.1998 | Günes Sigorta Stambuł        | 3:1   | Dynamo-Dżinestra Odessa | 15:7, 2:15, 15:11, 15:10       |

### Turniej finałowy
Miluza

#### Półfinał
| Data       | Drużyna 1               | Wynik | Drużyna 2             | Sety                             |
| ---------- | ----------------------- | ----- | --------------------- | -------------------------------- |
| 07.03.1998 | Medinex Reggio Calabria | 3:0   | Günes Sigorta Stambuł | 15:5, 15:10, 15:7                |
| 07.03.1998 | Cermagica Reggio Emilia | 3:2   | PTT Mulhouse          | 11:15, 15:10, 15:8, 10:15, 15:12 |

#### Mecz o 3. miejsce
| Data       | Drużyna 1    | Wynik | Drużyna 2             | Sety                            |
| ---------- | ------------ | ----- | --------------------- | ------------------------------- |
| 08.03.1998 | PTT Mulhouse | 3:2   | Günes Sigorta Stambuł | 10:15, 15:8, 8:15, 15:12, 15:10 |

#### Finał
| Data       | Drużyna 1               | Wynik | Drużyna 2               | Sety                    |
| ---------- | ----------------------- | ----- | ----------------------- | ----------------------- |
| 08.03.1998 | Cermagica Reggio Emilia | 3:1   | Medinex Reggio Calabria | 15:4, 15:13, 15:2, 15:8 |

## Klasyfikacja końcowa
| Miejsce | Drużyna                 |
| ------- | ----------------------- |
| złoto   | Cermagica Reggio Emilia |
| srebro  | Medinex Reggio Calabria |
| brąz    | PTT Mulhouse            |
| 4.      | Günes Sigorta Stambuł   |